# Svetlana Yuryevna Zaginaichenko
Svetlana Yuryevna Zaginaichenko (tiếng Ukraina: Світлана Юріївна Загінайченко   Загінайченко, tiếng Nga: Светлана Юрьевна Загинайченко; 10 tháng 8 năm 1957 - 23 tháng 11 năm 2015) là một nhà vật lý chất rắn người Ukraina. Bà đã nghiên cứu các tính chất vật lý của vật liệu carbon và ứng dụng của chúng trong việc lưu trữ năng lượng hydro. Bà là người được đề cử Giải Nobel hóa học năm 2016 cho công trình nghiên cứu về fullerene.

## Tiểu sử và sự nghiệp khoa học
Zaginaichenko sinh ngày 10 tháng 8 năm 1957. Mẹ của bà là Zinaida Alfredivna Matysina (sinh năm 1927), là giáo sư danh dự của Đại học Quốc gia Dnipropetrovsk, đồng thời là Tiến sĩ Khoa học Vật lý và Toán học.
Từ năm 1964 đến 1993, bà sống ở Dnipro. Zaginaichenko đã lấy được bằng vật lý danh dự từ Đại học Quốc gia Oles Honchar Dnipro vào năm 1979.
Năm 1984, Zaginaichenko bảo vệ luận án của mình về các tính chất vật lý của hợp kim có cấu trúc lục giác và xen kẽ tại Viện Luyện kim Dnipro, lấy bằng Ứng viên Khoa học Vật lý và Toán học (tương đương với Tiến sĩ Triết học của Liên Xô). Luận án của bà tập trung vào các cấu trúc lục giác xếp chặt và phát triển các lý thuyết về độ hòa tan tạp chất, động học nguyên tử xen kẽ và từ tính của các hợp kim như vậy.
Từ ngày 4 tháng 11 năm 1995 cho đến khi qua đời vào năm 2015, Zaginaichenko là nhà nghiên cứu hàng đầu tại Khoa Vật liệu Hydro và Cấu trúc nano Cacbon tại Viện Các vấn đề Khoa học Vật liệu thuộc Viện Hàn lâm Khoa học Quốc gia Ukraina. Bà là một trong những thành viên sáng lập của Hiệp hội Năng lượng Hydro tại Ukraina (AHEU), được thành lập với sự hỗ trợ của Turhan Nejat Veziroglu, chủ tịch Hiệp hội Năng lượng Hydro Quốc tế. Bà cũng là thành viên của ban tổ chức Hội nghị quốc tế về vật liệu nano cacbon trong hệ thống hydro năng lượng sạch. 20 công trình khoa học đã được công bố trên các tạp chí của Liên minh châu Âu và quốc tế dựa trên luận án của bà. Kết quả nghiên cứu của bà đã được trình bày tại các hội nghị, đại hội, hội nghị chuyên đề, hội thảo trường học, cuộc họp ở Dnipro, Ashgabat, Krasnoyarsk, Irkutsk, Sverdlovsk, Lviv, Donetsk, Kyiv, Ivano-Frankivsk và Pittsburgh (Mỹ). Từ 1983 đến 1993, bà làm việc tại Viện luyện kim Dnipropetrovsk mang tên L. I. Brezhnev.
Nhờ mười năm làm nghiên cứu viên cấp dưới tại Viện Luyện kim Dnipro, vào năm 1992, bà đã nhận được chức danh phó giáo sư.
Bà được đề cử Giải Nobel Hóa học năm 2016 cho công trình nghiên cứu cấu trúc vật lý của fullerene và chứng minh rằng chúng có ba cấu hình chính (đồng phân). Tuy nhiên, bà đã qua đời trước khi giải thưởng được công bố vào năm 2016, vì vậy ngay cả khi nếu ủy ban giải thưởng lựa chọn vinh danh đóng góp này của bà thì các quy định chống lại việc trao giải với người đã mất cũng sẽ ngăn cản bà giành được giải thưởng này.
Zagynaichenko qua đời vào lúc 2 giờ sáng ngày 23 tháng 11 năm 2015 ở tuổi 59 tại Dnipro.

### Phương hướng nghiên cứu
Từ những năm sinh viên, bà đã bị cuốn hút bởi nghiên cứu khoa học liên quan đến các tính toán công phu dựa trên các khái niệm phân tử-động học, nghiên cứu các tính chất vật lý của tinh thể. Giáo sư Gennadiy Mykhailovych Vorobyov, Tiến sĩ Khoa học Vật lý và Toán học, người sau này sẽ trở thành người hướng dẫn khoa học của bà, ngay lập tức đề nghị bà giải quyết vấn đề xác định cấu trúc cân bằng của bề mặt tinh thể, và Zahaynachenko đã thực hiện và hoàn thành thành công. Sau đó, bà tiếp tục giải quyết một loạt các vấn đề liên quan đến việc xác định năng lượng bề mặt cho các tinh thể khác nhau với cấu trúc lục phương và lập phương, đồng thời tính đến tính dị hướng và tương quan, và đã xác định được sự phụ thuộc vào nhiệt độ và nồng độ của chúng. Phạm vi của những nghiên cứu này cho phép bà xuất bản một chuyên khảo và bổ sung luận án tiến sĩ của mình.
Lĩnh vực quan tâm chính trong nghiên cứu khoa học của Zahaynachenko là phát triển các lý thuyết nhiệt động học thống kê về trật tự nguyên tử và các tính chất vật lý của hợp kim với các cấu trúc khác nhau. Các phương pháp tiếp cận nghiên cứu của Zahaynachenko được thực hiện trong khuôn khổ của trường phái học thuật của học giả Adrian Anatoliyovych Smirnov, trong đó lý thuyết thống kê về trạng thái chuyển pha trong chất rắn đã được phát triển, và các tính chất cơ học, phân tử, nhiệt, điện, từ, lưỡng cực, đàn hồi, và nhiều tính chất khác đã được nghiên cứu. Kết quả của các tính toán lý thuyết đã được so sánh với dữ liệu thực nghiệm từ tài liệu.

## Giải thưởng
- Giải thưởng Yangel, Cơ quan Vũ trụ Nhà nước Ukraina và Liên đoàn Du hành vũ trụ Ukraina - Tháng 10 năm 1994[3]
- Huy chương Kondratyuk, Cơ quan Vũ trụ Nhà nước Ukraina và Liên đoàn Du hành vũ trụ Ukraina - 23 tháng 12 năm 1995[3]

## Tưởng niệm
Năm 2016, chuyên khảo khoa học "Lý thuyết thống kê về fullerene và đặc điểm ứng dụng thực tế của chúng" đã được xuất bản để tưởng nhớ Zaginaychenko và nhân dịp sinh nhật lần thứ 60 của bà.